# Bản thảo tìm thấy ở Zaragoza (Rękopis znaleziony w Saragossie)
Bản thảo tìm thấy ở Zaragoza ( tiếng Ba Lan: Rękopis znaleziony w Saragossie) là một bộ phim Ba Lan (1965) của đạo diễn Wojciech Has, dựa trên tiểu thuyết Bản thảo được tìm thấy ở Zaragoza viết năm 1815, của tác giả Jan Potocki. Lấy bối cảnh chủ yếu ở Tây Ban Nha, phim có chứa các yếu tố Gothic, phiêu lưu và cảnh nóng. Tại một ngôi nhà hoang trong bối cảnh các cuộc chiến của Napoléon đang nổ ra, hai sĩ quan từ hai phe đối lập tìm thấy một bản thảo, kể về câu chuyện của ông nội của sĩ quan Tây Ban Nha, Alphonso van Worden. Van Worden đã du hành trong vùng nhiều năm trước đó, và bị các linh hồn ma quỷ quấy nhiễu, rồi sau đó gặp được Qabalist, một quốc vương và một người Romani, những người đã kể cho anh nhiều câu chuyện khác nhau.
Bộ phim đã gặt hái được thành công ở riêng Ba Lan và các nước xã hội chủ nghĩa ở Đông Âu khi phát hành. Bộ phim cũng tạo được tiếng vang tại Hoa Kỳ, khi được các nhà làm phim như Martin Scorsese và Francis Ford Coppola tìm ra và quảng bá.
Trong cuộc thăm dò năm 2015, do Bảo tàng Điện ảnh Ba Lan thực hiện ở Łódź, Bản thảo tìm thấy ở Zaragoza đứng thứ hai trong danh sách những bộ phim Ba Lan hay nhất mọi thời đại.

## Tình tiết phim
Trong một trận chiến tại thị trấn Aragon, Zaragoza khi các cuộc Chiến của Napoléon đang diễn ra thì, một sĩ quan lui về ẩn trong tầng hai của một quán trọ. Người sĩ quan tìm thấy một cuốn sách lớn, có hình vẽ hai người đàn ông bị treo trên giá treo cổ, và hai người phụ nữ trên giường. Một sĩ quan phe địch cố bắt anh ta nhưng rồi cuối cùng lại dịch cuốn sách cho anh ta; sĩ quan thứ hai nhận ra tác giả của cuốn sách chính là ông nội mình, người từng là đội trưởng trong đội vệ binh Walloon.
Ông cố nội của người sĩ quan thứ hai, Alfonso van Worden, với hai người hầu, cùng đi tìm con đường ngắn nhất qua dãy núi Sierra Morena. Hai người hầu khuyên ngăn người ông không nên đi theo con đường đã chọn, vì nó dẫn qua lãnh thổ bị ma ám. Tại một quán trọ hoang vắng tên là Venta Quemada, người ông được mời dùng bữa với hai công chúa người Moor là Emina và Zibelda trong một căn phòng bí mật. Hai nàng tiết lộ cho van Worden rằng, họ là chị em họ với ông, và cũng là những người cuối cùng của dòng họ Gomelez, và rằng ông phải kết hôn với cả hai để có người thừa kế. Tuy nhiên, ông phải cải sang đạo Hồi. Ông ta gọi đùa hai người phụ nữ này là ma (mặc dù trước đó, ông đã nói với những người hầu của mình rằng ma không tồn tại). Sau đó, hai người công chúa đã quyến rũ người ông rồi đưa một chiếc sọ đầu lâu cho ông uống.
Người ông tỉnh dậy và thấy mình trở lại vùng nông thôn hoang vắng, nằm cạnh đống đầu lâu người dưới giá treo cổ. Ông gặp một vị linh mục đang cố gắng chữa trị cho một người đàn ông bị quỷ ám. Van Worden ngủ trong nhà nguyện của một ẩn thất và nghe thấy những tiếng vọng kỳ lạ vào ban đêm.
Khi thức dậy, ông bị Tòa án Dị giáo Tây Ban Nha bắt giữ. Nhưng rồi lại được cứu thoát cứu bởi hai công chúa, và được băng đảng của anh em nhà Zoto giúp đỡ. Khi trở lại phòng trọ, hai công chúa muốn làm tình với van Worden nhưng đã bị vị linh mục chặn lại và bắt ông phải uống chiếc sọ đầu lâu ở mũi kiếm.
Van Worden một lần nữa tỉnh dậy trên giá treo cổ, nhưng lần này là một người thợ lặn nằm bên cạnh ông. Sau đó họ cùng đánh xe đến lâu đài Cabalist, có sự đồng hành của nhà toán học hay hoài nghi, người nhận xét rằng: "Tâm trí con người sẵn sàng chấp nhận bất cứ điều gì, nếu nó được sử dụng một cách có chủ ý." Đến đây là kết thúc phần I của phim.
Phần II của phim chủ yếu dựa trên những câu chuyện được lồng ghép với nhau, và được kể lại bởi một thủ lĩnh người Digan đến thăm lâu đài. Đến phần này, câu chuyện được kể lại theo kiểu chuyện lồng trong chuyện, càng về sau thì những câu chuyện được kể trước đó càng làm sáng tỏ cho các tình tiết về sau của phim.
Cuối cùng, van Worden trở lại quán trọ Venta Quemada, nơi ông gặp hai người công chúa. Họ chia tay với ông và vị linh mục đưa cho ông một cuốn sách lớn, để ông có thể viết nên kết thúc câu chuyện của chính mình. Vị linh mục giải thích rằng toàn bộ cuộc phiêu lưu là một "trò chơi" được dựng lên để thử thách von Worden.
Alfonso von Worden tỉnh dậy dưới giá treo cổ một lần nữa, hai người hầu của ông đang ở gần đó - cứ như thể họ sắp bắt đầu cuộc hành trình mà ông vừa "mơ thấy". Tại một quán trọ nhỏ ở Zaragoza, ông viết vào cuốn sách lớn, cho đến khi có ai đó thì thầm rằng hai nàng công chúa đang đợi ông. Ông ném cuốn sách sang một bên và nó rơi xuống bàn nơi sĩ quan phe địch tìm thấy ở đầu phim.

## Diễn viên
- Zbigniew Cybulski trong vai Alfonse Van Worden
- Iga Cembrzyńska trong vai Công chúa Emina
- Elżbieta Czyżewska trong vai Donna Frasquetta Salero
- Gustaw Holoubek trong vai Don Pedro Velasquez
- Beata Tyszkiewicz trong vai Donna Rebecca Uzeda
- Joanna Jędryka trong vai Zibelda
- Bogumił Kobiela trong vai Senor Toledo
- Zdzisław Maklakiewicz trong vai Don Roque Busqueros
- Leon Niemczyk trong vai Don Avadoro
- Barbara Krafftówna trong vai Camilla de Tormez
- Stanislaw Igar trong vai Don Gaspar Soarez
- Jan Machulski trong vai Bá tước Pena Flor
- Kazimierz Opaliński trong vai vị linh mục/ Sheik
- Janusz Kłosiński trong vai Don Diego Salero
- Slawomir Lindner trong vai cha của Van Worden
- Miroslawa Lombardo trong vai mẹ của Van Worden
- Franciszek Pieczka trong vai Pacheco
- Adam Pawlikowski trong vai Don Pedro Uzeda
- Krzysztof Litwin trong vai Don Lopez Soarez
- Jadwiga Krawczyk trong vai Donna Inez Moro

## Sản xuất
Phim được quay gần Częstochowa, Wrocław, Ba Lan.

## Phát hành
Bộ phim được phát hành ở Ba Lan, không bị cắt ở thời lượng 182 phút, nhưng nó đã được rút ngắn để phát hành ở Mỹ và Anh với thời lượng lần lượt là 147 phút và 125 phút. Mặc dù được yêu thích, bộ phim phải đối mặt với việc bị phân phối theo phong cách riêng, đặc biệt là ở Hoa Kỳ. Tại một thời điểm, bản quyền của bộ phim ở Mỹ thuộc sở hữu của một người bán thịt ở Chicago, và chỉ một vài bản sao. Đến những năm 1990, chỉ có một bản in có phụ đề được biết đến trên toàn thế giới và vẫn bị coi là chưa hoàn thiện.
Jerry Garcia bắt đầu quan tâm đến bộ phim khi ông xem nó vào năm 1966 tại Cento Cedar ở San Francisco. Vào những năm 1990, Jerry Garcia đã đề nghị nhà lưu trữ Edith Kramer 6.000 đô la, để giúp tìm và khôi phục bản in có phụ đề của bộ phim. Kramer đã mua bộ phim từ nhà phân phối Koukou Chanska, nhưng sớm nhận ra rằng nó chưa hoàn chỉnh. Jerry Garcia qua đời một ngày sau khi có bản in từ Pháp. Sau này, Martin Scorsese đã chi 36.000 đô la để xác định vị trí, khôi phục và làm phụ đề cho bản in của Wojciech Has. Bộ phim được phục hồi, được phát hành lại vào năm 2001, có sẵn trên thị trường với định dạng VHS và DVD. Năm 2011, bộ phim đã được phục chế kỹ thuật số ở định dạng HD  bởi Kino Polska, với sự tài trợ của Viện phim Ba Lan và có mặt trên Blu-ray. Bộ phim nằm trong số 21 phim cổ điển của Ba Lan được Martin Scorsese Presents: Kiệt tác của Điện ảnh Ba Lan, chọn để phục chế.

## Đánh giá
Trên Rotten Tomatoes, bộ phim đạt tỷ lệ phê duyệt 93% dựa trên 14 reviews, với điểm trung bình là 7,8/10.
Nhà phê bình người Ba Lan Michał Oleszczyk đã đánh giá: "Bộ phim là một điều gì đó kỳ quặc hơn nửa thế kỷ sau khi công chiếu: với kinh phí 18 triệu zloty vào thời điểm đó, khi một bộ phim thông thường chỉ có giá bằng một phần ba số tiền đó, nó có thể là bộ phim kỳ lạ nhất mọi thời đại, với cấu trúc tường thuật kiểu hộp Trung Quốc, vẫn lóe lên một vẻ đẹp đến từ sự phức tạp của nó." 
Kristin Jones của Wall Street Journal đã nhận xét: "Vì nó (bộ phim) đan xen giữa phần lý trí và các hiện tượng siêu nhiên, Bản thảo tìm thấy ở Zaragoza trở thành một kiệt tác điện ảnh. Nó cũng gợi lên sự tất yếu của việc quay trở lại quá khứ; nhiều hơn một hố sâu tường thuật dẫn trở lại chân giá treo cổ trước khi một câu chuyện khác tiếp tục." 